# Viklau socken
Viklau socken ingick i Gotlands norra härad, ingår sedan 1971 i Gotlands kommun och motsvarar från 2016 Viklau distrikt.
Socknens areal är 17,59 kvadratkilometer, varav 17,58 land. År 2020 fanns här 133 invånare. Sockenkyrkan Viklau kyrka ligger i socknen. 

## Administrativ historik
Viklau socken har medeltida ursprung. Socknen tillhörde Halla ting som i sin tur ingick i Kräklinge setting i Medeltredingen.
Vid kommunreformen 1862 övergick socknens ansvar för de kyrkliga frågorna till Viklau församling och för de borgerliga frågorna bildades Viklau landskommun. Landskommunen inkorporerades 1952 i Romaklosters landskommun och ingår sedan 1971 i Gotlands kommun. Församlingen uppgick 2006 i Vänge församling.
1 januari 2016 inrättades distriktet Viklau, med samma omfattning som församlingen hade 1999/2000.  
Socknen har tillhört samma fögderier och domsagor som Gotlands norra härad. De indelta båtsmännen tillhörde Gotlands första båtsmanskompani.

## Geografi
Viklau socken ligger ungefär mitt på Gotland, sydost om den nu utdikade Store myr. Socknen är en uppodlad slättbygd med mindre skogsmarker. Viklau kyrka ligger cirka 4,5 km söder om Roma samhälle och förbinds med vägnät via länsväg 143..

### Gårdsnamn
Annexen, Ollajvs, Sigsarve, Stenstugårds, Tune, Lilla, Vikare Lilla, Vikare Stora, Änge.

## Fornlämningar
Kända från socknen är fem gravfält, stensträngar, sliprännor i fast häll och i block och två fornborgar från järnåldern. En runristning är känd.

## Namnet
Namnet (1300-talet Wiclawi) innehåller förleden vik och efterleden lau, lågt liggande äng, ängsmark vid vatten'.

## Befolkningsutveckling
| Befolkningsutvecklingen i Viklau socken 1750–2020 | Befolkningsutvecklingen i Viklau socken 1750–2020 | Befolkningsutvecklingen i Viklau socken 1750–2020 | Befolkningsutvecklingen i Viklau socken 1750–2020 | Befolkningsutvecklingen i Viklau socken 1750–2020 |
| --- | ------------------------------------------------- | ------------------------------------------------- | ------------------------------------------------- | ------------------------------------------------- |
| |                                                   |                                                   |                                                   |                                                   |
| År |                                                   |                                                   | Folkmängd                                         |                                                   |
| 1750 | 1750                                              |                                                   | 117                                               |                                                   |
| 1760 | 1760                                              |                                                   | 120                                               |                                                   |
| 1769 | 1769                                              |                                                   | 145                                               |                                                   |
| 1810 | 1810                                              |                                                   | 178                                               |                                                   |
| 1820 | 1820                                              |                                                   | 190                                               |                                                   |
| 1830 | 1830                                              |                                                   | 201                                               |                                                   |
| 1840 | 1840                                              |                                                   | 202                                               |                                                   |
| 1850 | 1850                                              |                                                   | 199                                               |                                                   |
| 1860 | 1860                                              |                                                   | 214                                               |                                                   |
| 1870 | 1870                                              |                                                   | 219                                               |                                                   |
| 1880 | 1880                                              |                                                   | 217                                               |                                                   |
| 1890 | 1890                                              |                                                   | 203                                               |                                                   |
| 1900 | 1900                                              |                                                   | 195                                               |                                                   |
| 1910 | 1910                                              |                                                   | 183                                               |                                                   |
| 1920 | 1920                                              |                                                   | 207                                               |                                                   |
| 1930 | 1930                                              |                                                   | 235                                               |                                                   |
| 1940 | 1940                                              |                                                   | 225                                               |                                                   |
| 1950 | 1950                                              |                                                   | 189                                               |                                                   |
| 1960 | 1960                                              |                                                   | 124                                               |                                                   |
| 1970 | 1970                                              |                                                   | 103                                               |                                                   |
| 1980 | 1980                                              |                                                   | 99                                                |                                                   |
| 1990 | 1990                                              |                                                   | 97                                                |                                                   |
| 2000 | 2000                                              |                                                   | 129                                               |                                                   |
| 2010 | 2010                                              |                                                   | 131                                               |                                                   |
| 2020 | 2020                                              |                                                   | 133                                               |                                                   |
| Anm: Källor: Umeå universitet - Tabellverket 1749-1859, Demografiska databasen, CEDAR, Umeå universitet, Befolkningsutvecklingen i Gotlands socknar 2000 - 2010, Folkmängden per distrikt, landskap, landsdel eller riket efter kön. År 2015 - 2022. |                                                   |                                                   |                                                   |                                                   |

### Fotnoter
1. 1 2  Svensk Uppslagsbok andra upplagan 1947–1955: Viklau socken
2. ↑  ”Folkmängden per distrikt, landskap, landsdel eller riket efter kön. År 2015 - 2022”. Statistikdatabasen. Statistiska centralbyrån. http://www.statistikdatabasen.scb.se/pxweb/sv/ssd/START__BE__BE0101__BE0101A/FolkmangdDistrikt/. Läst 23 april 2023.
3. ↑  Harlén, Hans; Harlén Eivy (2003). Sverige från A till Ö: geografisk-historisk uppslagsbok. Stockholm: Kommentus. Libris 9337075. ISBN 91-7345-139-8
4. ↑  ”Församlingar”. Statistiska centralbyrån. https://www.scb.se/hitta-statistik/regional-statistik-och-kartor/regionala-indelningar/forsamlingar/. Läst 30 december 2022.
5. ↑  Administrativ historik för Björke socken (Klicka på församlingsposten). Källa: Nationella arkivdatabasen, Riksarkivet.
6. ↑  Om Gotlands båtsmanskompani
7. 1 2  Sjögren, Otto (1931). Sverige geografisk beskrivning del 2 Östergötlands, Jönköpings, Kronobergs, Kalmar och Gotlands län. Stockholm: Wahlström & Widstrand. Libris 9939
8. 1 2 3  Nationalencyklopedin
9. ↑  ”Avstånd Visby–Roma: 15 km och Viklau nära Roma – Roma Gotland”. https://www.romagotland.se/.
10. ↑  Förteckning över slipskåror
11. ↑  Fornlämningar, Statens historiska museum: Viklau socken
12. ↑  Fornminnesregistret, Riksantikvarieämbetet: Viklau socken Fornminnen i socknen erhålls på kartan genom att skriva in sockennamn (utan "socken") i "Ange geografiskt område"
13. ↑  Mats Wahlberg, red (2003). Svenskt ortnamnslexikon. Uppsala: Institutet för språk och folkminnen. Libris 8998039. ISBN 91-7229-020-X. https://isof.diva-portal.org/smash/get/diva2:1175717/FULLTEXT02.pdf